# Vaughan Coveny
Vaughan Coveny est un footballeur puis entraîneur néo-zélandais, né le 13 décembre 1971 à Wellington. Il évolue au poste d'attaquant du début des années 1990 à la fin des années 2010.
Il évolue notamment dans le club australien du South Melbourne FC avec qui il remporte la Coupe des champions d'Océanie en 1999 et le championnat d'Australie en 1998 et 1999. 
Avec 28 buts inscrits pour 64 sélections, il est le meilleur buteur de la sélection néo-zélandaise et remporte avec cette équipe la Coupe d'Océanie en 1998.

## Biographie
Vaughan Coveny commence le football dans le club néo-zélandais de Newlands United puis rejoint Porirua Viard avant de s'engager à 19 ans au Waterside Karori. Il dispute avec cette équipe 18 rencontres et inscrit quatre buts, un quadruplé lors d'une rencontre de Coupe. Il ne dispute qu'une saison dans ce club et s'engage en 1991 avec le Miramar Rangers et devient international néozélandais olympique. Lors de sa seconde saison au club, le 7 juin 1992, il est appelé pour la première fois en équipe de Nouvelle-Zélande pour affronter les Fidji. Les Néo-Zélandais l'emportent sur le score de trois buts à zéro. Il est élu en fin d'année meilleur jeune joueur du championnat néo-zélandais.
En contact avec le club du championnat d'Australie Parramatta Power (en) et le club écossais du Celtic FC, Vaughan Coveny rejoint finalement Melbourne Knights puis l'année suivante les Wollongong Wolves. Contacté en 2004 par Watford FC, il n'obtient pas son permis de travail britannique, et dispute alors une deuxième saison avec les Wolves inscrivant 12 buts en 24 rencontres.
En 1995, Vaughan Coveny inscrit, en juin, face à la Turquie, son premier but en équipe nationale puis, il s'engage au South Melbourne FC et remporte, en octobre, la Coupe Dockerty face au Melbourne Knights sur le score de trois buts à un. Troisième de la Coupe d'Océanie en 1996 avec sa sélection, il remporte ce trophée en 1998, les Néo-Zélandais s'imposant face à l'Australie sur le score d'un but à zéro. Avec son club, il gagne le championnat en 1998 et la saison suivante, il gagne avec ses coéquipiers la Coupe des champions d'Océanie 1999 en battant en finale le Nadi FC sur le score de cinq buts à un dont un but de Coveny. Il parvient également à remporter une deuxième fois le championnat et, en sélection, il dispute la Coupe des confédérations que la Nouvelle-Zélande termine avec zéro victoires. En 2000, son club en tant que champion continental joue le championnat du monde des clubs de la FIFA 2000 où il termine dernier de son groupe avec zéro victoires, puis est vice-champion d'Australie en 2001. Naturalisé australien, il est nommé capitaine du club en 2003 et dispute son 300e match en championnat en février 2004 puis, est élu, lors de la même année, meilleur joueur international néo-zélandais.
Après un passage à Essendon Royals lors de la saison 2004, il retourne au South Melbourne FC en 2005 pour une saison puis rejoint le Newcastle United Jets. Vaughan Coveny bat en mai 2006 le record de buts de Jock Newall en sélection, matchs officiels et non officiels, en inscrivant ses 27e et 28e buts sous le maillot néo-zélandais puis, prend sa retraite internationale le 4 juin 2006 lors d'une rencontre face au Brésil disputée à Genève.
Après deux saisons au Wellington Phoenix, il retourne disputer une dernier saison à South Melbourne en 2009 puis devient entraîneur de club pour la saison 2010-2011. Vaughan Coveny ne reste qu'une saison en poste et redevient joueur en 2011 dans le club d'Essendon United FC avec qui il dispute deux matchs pour deux buts inscrits. Il devient ensuite entraîneur des jeunes de Melbourne Victory'.

## Palmarès

### En club
- Avec le South Melbourne FC :
  - vainqueur de la Coupe des champions d'Océanie en 1999
  - champion d'Australie en 1998 et 1999
  - vice-champion d'Australie en 2001
  - vainqueur de la Coupe Dockerty en 1995.

### En sélection nationale
- Vainqueur de la Coupe d'Océanie en 1998.

### Récompenses
- Élu meilleur footballeur néozélandais en 2004
- Élu meilleur jeune footballeur néozélandais en 1992.